# 지지옥션배
지지옥션배는 지난 2007년부터 시작된 바둑기전으로 여자 바둑기사와 남자 시니어 바둑기사간의 승자연전방식으로 진행하는 대회이다. 9회 대회까지는 여류 vs 시니어 연승 대항전으로 진행했으나, 10회대회부터는 신사 vs 숙녀 연승 대항전으로 대회명을 교체했다.

## 상금 배분
- 우승 상금 : 1억원
- 연승을 하면 100만원의 상금이 있으며, 이후 1승이 추가될 때마다 100만원의 상금이 늘어난다. 즉, 4연승은 300만원, 5연승은 400만원으로 늘어나는 것이다.

## 대국 방식
이 대회는 12명이 한 팀이 되어 여성 기사 vs 남성 시니어 기사의 대결로 진행되는 대회로, 먼저 랭킹 시드와 후원사 추천 시드로 배정받은 각 팀당 4명이 본선에 진출해 있으며, 나머지 선수들의 선발을 위해 예선을 치른다. 본선은 12명의 선수들이 승자연전방식으로 진행하여 상대팀을 모두 탈락시킬 때까지 대국을 진행하게 된다.
대국 시간 규정
- 제한 시간 : 각자 20분 착수시 20초 추가 피셔방식
- 18기 부터 제한시간 20분에 1분 초읽기 5회에서 각자 20분에 착수시 20초 추가되는 피셔방식 으로 변경하였다

## 역대 지지옥션배
| 회수 | 연도 | 우승      | 준우승 |
| ---- | ---- | --------- | ------ |
| 1    | 2007 | 여류(1)   | 시니어 |
| 2    | 2008 | 시니어(1) | 여류   |
| 3    | 2009 | 시니어(2) | 여류   |
| 4    | 2010 | 여류(2)   | 시니어 |
| 5    | 2011 | 시니어(3) | 여류   |
| 6    | 2012 | 여류(3)   | 시니어 |
| 7    | 2013 | 시니어(4) | 여류   |
| 8    | 2014 | 여류(4)   | 시니어 |
| 9    | 2015 | 여류(5)   | 시니어 |
| 10   | 2016 | 신사(5)   | 숙녀   |
| 11   | 2017 | 숙녀(6)   | 신사   |
| 12   | 2018 | 숙녀(7)   | 신사   |
| 13   | 2019 | 신사(6)   | 숙녀   |
| 14   | 2020 | 숙녀(8)   | 신사   |
| 15   | 2021 | 숙녀(9)   | 신사   |
| 16   | 2022 | 신사(7)   | 숙녀   |
| 17   | 2023 | 신사(8)   | 숙녀   |
| 18   | 2024 | 신사(9)   | 숙녀   |

### 제1회
| 대국 | 연도   | 대국일자 | 승자        | 패자        | 결과       |
| ---- | ------ | -------- | ----------- | ----------- | ---------- |
| 1    | 2007년 | 4월 9일  | 박지연 初단 | 정대상 九단 | 흑 불계승  |
| 2    | 2007년 | 4월 11일 | 박지연 初단 | 김석흥 四단 | 흑 불계승  |
| 3    | 2007년 | 4월 16일 | 박지연 初단 | 김동엽 九단 | 백 불계승  |
| 4    | 2007년 | 4월 19일 | 이홍열 九단 | 박지연 初단 | 흑 1집반승 |
| 5    | 2007년 | 4월 20일 | 고주연 二단 | 이홍열 九단 | 흑 불계승  |
| 6    | 2007년 | 4월 21일 | 권갑용 七단 | 고주연 二단 | 흑 8집반승 |
| 7    | 2007년 | 4월 29일 | 김수진 三단 | 권갑용 七단 | 흑 1집반승 |
| 8    | 2007년 | 5월 5일  | 김수진 三단 | 김일환 九단 | 백 불계승  |
| 9    | 2007년 | 5월 7일  | 장수영 九단 | 김수진 三단 | 백 불계승  |
| 10   | 2007년 | 5월 12일 | 백지희 二단 | 장수영 九단 | 흑 불계승  |
| 11   | 2007년 | 5월 14일 | 김수장 九단 | 백지희 二단 | 백 3집반승 |
| 12   | 2007년 | 5월 16일 | 김은선 三단 | 김수장 九단 | 백 반집승  |
| 13   | 2007년 | 5월 21일 | 김은선 三단 | 오규철 九단 | 백 2집반승 |
| 14   | 2007년 | 5월 22일 | 김은선 三단 | 김종준 六단 | 백 불계승  |
| 15   | 2007년 | 5월 28일 | 김은선 三단 | 서봉수 九단 | 백 불계승  |
| 16   | 2007년 | 5월 29일 | 조훈현 九단 | 김은선 三단 | 흑 불계승  |
| 17   | 2007년 | 6월 7일  | 조훈현 九단 | 이민진 五단 | 흑 불계승  |
| 18   | 2007년 | 6월 9일  | 조훈현 九단 | 윤영민 三단 | 흑 불계승  |
| 19   | 2007년 | 6월 11일 | 조훈현 九단 | 조혜연 七단 | 흑 5집반승 |
| 20   | 2007년 | 6월 15일 | 조훈현 九단 | 이영신 五단 | 흑 불계승  |
| 21   | 2007년 | 6월 20일 | 조훈현 九단 | 김혜민 四단 | 백 불계승  |
| 22   | 2007년 | 6월 21일 | 박지은 七단 | 조훈현 九단 | 백 반집승  |

결과: 여류팀 우승 (루이나이웨이 九단은 출장하지 않음)

### 제2회
| 대국 | 날짜            | 승자              | 패자              | 결과        |
| ---- | --------------- | ----------------- | ----------------- | ----------- |
| 1    | 2008년 4월 30일 | 차민수 四단       | 김윤영 九단       | 백 불계승   |
| 2    | 2008년 5월 1일  | 차민수 四단       | 현미진 四단       | 백 불계승   |
| 3    | 2008년 5월 7일  | 차민수 四단       | 하호정 三단       | 흑 불계승   |
| 4    | 2008년 5월 8일  | 차민수 四단       | 이슬아 初단       | 백 불계승   |
| 5    | 2008년 5월 14일 | 차민수 四단       | 김선미 二단       | 흑 불계승   |
| 6    | 2008년 5월 15일 | 이민진 五단       | 차민수 四단       | 백 반집승   |
| 7    | 2008년 5월 21일 | 이민진 五단       | 박영찬 三단       | 흑 불계승   |
| 8    | 2008년 5월 22일 | 이민진 五단       | 권갑용 七단       | 백 10집반승 |
| 9    | 2008년 5월 28일 | 이민진 五단       | 한철균 七단       | 백 불계승   |
| 10   | 2008년 5월 29일 | 김종수 六단       | 이민진 五단       | 흑 불계승   |
| 11   | 2008년 6월 4일  | 김종수 六단       | 김은선 三단       | 흑 2집반승  |
| 12   | 2008년 6월 5일  | 김종수 六단       | 이하진 三단       | 흑 반집승   |
| 13   | 2008년 6월 11일 | 김종수 六단       | 김혜민 五단       | 흑 2집반승  |
| 14   | 2008년 6월 12일 | 조혜연 七단       | 김종수 六단       | 백 반집승   |
| 15   | 2008년 6월 18일 | 서능욱 九단       | 조혜연 七단       | 백 불계승   |
| 16   | 2008년 6월 19일 | 루이나이웨이 九단 | 서능욱 九단       | 백 6집반승  |
| 17   | 2008년 6월 25일 | 최규병 九단       | 루이나이웨이 九단 | 흑 1집반승  |
| 18   | 2008년 6월 26일 | 박지은 九단       | 최규병 九단       | 흑 불계승   |
| 19   | 2008년 7월 2일  | 박지은 九단       | 조대현 九단       | 흑 1집반승  |
| 20   | 2008년 7월 3일  | 박지은 九단       | 서봉수 九단       | 흑 6집반승  |
| 21   | 2008년 7월 9일  | 양재호 九단       | 박지은 九단       | 백 6집반승  |

결과: 시니어팀 우승 (조훈현 九단, 김일환 九단은 출장하지 않음)

### 제3회
| 대국 | 날짜            | 승자              | 패자              | 결과       |
| ---- | --------------- | ----------------- | ----------------- | ---------- |
| 1    | 2009년 4월 29일 | 차민수 四단       | 김미리 初단       | 흑 불계승  |
| 2    | 2009년 4월 30일 | 이하진 三단       | 차민수 四단       | 흑 불계승  |
| 3    | 2009년 5월 25일 | 이하진 三단       | 정대상 九단       | 백 불계승  |
| 4    | 2009년 5월 26일 | 김동엽 九단       | 이하진 三단       | 백 1집반승 |
| 5    | 2009년 6월 1일  | 김동엽 九단       | 윤영민 三단       | 백 불계승  |
| 6    | 2009년 6월 2일  | 이민진 五단       | 김동엽 九단       | 백 불계승  |
| 7    | 2009년 6월 8일  | 안관욱 五단       | 이민진 五단       | 흑 2집반승 |
| 8    | 2009년 6월 9일  | 안관욱 五단       | 박지연 初단       | 백 불계승  |
| 9    | 2009년 6월 15일 | 안관욱 五단       | 하호정 三단       | 흑 불계승  |
| 10   | 2009년 6월 16일 | 안관욱 五단       | 이다혜 三단       | 흑 불계승  |
| 11   | 2009년 6월 22일 | 안관욱 五단       | 이슬아 初단       | 흑 6집반승 |
| 12   | 2009년 6월 23일 | 안관욱 五단       | 윤지희 初단       | 흑 불계승  |
| 13   | 2008년 6월 29일 | 루이나이웨이 九단 | 안관욱 五단       | 백 6집반승 |
| 14   | 2008년 6월 30일 | 루이나이웨이 九단 | 장주주 九단       | 흑 불계승  |
| 15   | 2009년 7월 6일  | 박영찬 三단       | 루이나이웨이 九단 | 흑 불계승  |
| 16   | 2009년 7월 7일  | 박영찬 三단       | 박지은 九단       | 흑 1집반승 |
| 17   | 2009년 7월 13일 | 조혜연 八단       | 박영찬 四단       | 백 4집반승 |
| 18   | 2009년 7월 14일 | 최규병 九단       | 조혜연 八단       | 흑 8집반승 |

결과: 시니어팀 우승 (조훈현 九단, 서봉수 九단, 유병호 九단, 서능욱 九단, 김종수 六단은 출장하지 않음)

### 제4회
| 대국 | 날짜             | 승자              | 패자              | 결과        |
| ---- | ---------------- | ----------------- | ----------------- | ----------- |
| 1    | 2010년 7월 16일  | 김선미 二단       | 나종훈 六단       | 흑 10집반승 |
| 2    | 2010년 7월 17일  | 정대상 九단       | 김선미 二단       | 백 불계승   |
| 3    | 2010년 7월 23일  | 박지연 二단       | 정대상 九단       | 흑 불계승   |
| 4    | 2010년 7월 24일  | 박지연 二단       | 김기헌 五단       | 흑 6집반승  |
| 5    | 2010년 7월 30일  | 박지연 二단       | 장수영 九단       | 흑 4집반승  |
| 6    | 2010년 7월 31일  | 박지연 二단       | 강훈 九단         | 백 반집승   |
| 7    | 2010년 8월 13일  | 차민수 四단       | 박지연 二단       | 백 3집반승  |
| 8    | 2010년 8월 14일  | 차민수 四단       | 최정 初단         | 백 불계승   |
| 9    | 2010년 8월 20일  | 김수진 三단       | 차민수 四단       | 백 12집반승 |
| 10   | 2010년 8월 21일  | 서봉수 九단       | 김수진 三단       | 흑 2집반승  |
| 11   | 2010년 8월 27일  | 서봉수 九단       | 문도원 二단       | 흑 6집반승  |
| 12   | 2010년 8월 28일  | 이슬아 初단       | 서봉수 九단       | 흑 불계승   |
| 13   | 2010년 9월 3일   | 이슬아 初단       | 백성호 九단       | 백 5집반승  |
| 14   | 2010년 9월 4일   | 이슬아 初단       | 김수장 九단       | 백 1집반승  |
| 15   | 2010년 9월 17일  | 안관욱 八단       | 이슬아 初단       | 흑 4집반승  |
| 16   | 2010년 9월 18일  | 안관욱 八단       | 이다혜 四단       | 흑 불계승   |
| 17   | 2010년 9월 24일  | 안관욱 八단       | 김윤영 初단       | 백 반집승   |
| 18   | 2010년 9월 25일  | 안관욱 八단       | 김혜민 六단       | 백 4집반승  |
| 19   |                  | 루이나이웨이 九단 | 안관욱 八단       | 기권승      |
| 20   | 2010년 10월 1일  | 루이나이웨이 九단 | 최규병 九단       | 백 불계승   |
| 21   | 2010년 10월 15일 | 조훈현 九단       | 루이나이웨이 九단 | 백 불계승   |
| 22   | 2010년 10월 16일 | 조훈현 九단       | 조혜연 八단       | 흑 불계승   |
| 23   | 2010년 10월 22일 | 박지은 九단       | 조훈현 九단       | 백 4집반승  |

### 제5회
| 대국 | 날짜            | 승자        | 패자              | 결과        |
| ---- | --------------- | ----------- | ----------------- | ----------- |
| 1    | 2011년 6월 20일 | 최정 初단   | 서능욱 九단       | 백 33집반승 |
| 2    | 2011년 6월 21일 | 최정 初단   | 김종수 七단       | 백 불계승   |
| 3    | 2011년 6월 27일 | 최정 初단   | 장수영 九단       | 백 6집반승  |
| 4    | 2011년 6월 28일 | 최정 初단   | 차민수 四단       | 흑 불계승   |
| 5    | 2011년 7월 4일  | 최정 初단   | 김동면 九단       | 흑 1집반승  |
| 6    | 2011년 7월 5일  | 최정 初단   | 김동엽 九단       | 백 7집반승  |
| 7    | 2011년 7월 11일 | 최정 初단   | 서봉수 九단       | 흑 불계승   |
| 8    | 2011년 7월 12일 | 최정 初단   | 오규철 九단       | 흑 4집반승  |
| 9    | 2011년 7월 18일 | 안관욱 八단 | 최정 初단         | 백 불계승   |
| 10   | 2011년 7월 19일 | 김나현 初단 | 안관욱 八단       | 백 5집반승  |
| 11   | 2011년 7월 25일 | 김나현 初단 | 김수장 九단       | 흑 불계승   |
| 12   | 2011년 7월 26일 | 조훈현 九단 | 김나현 初단       | 백 반집승   |
| 13   | 2011년 8월 8일  | 조훈현 九단 | 이다혜 四단       | 흑 3집반승  |
| 14   | 2011년 8월 9일  | 조훈현 九단 | 오정아 初단       | 흑 3집반승  |
| 15   | 2011년 8월 15일 | 조훈현 九단 | 박지연 二단       | 흑 1집반승  |
| 16   | 2011년 8월 16일 | 조훈현 九단 | 문도원 二단       | 백 불계승   |
| 17   | 2011년 8월 22일 | 조훈현 九단 | 김미리 二단       | 백 불계승   |
| 18   | 2011년 8월 23일 | 조훈현 九단 | 이슬아 三단       | 백 불계승   |
| 19   | 2011년 9월 5일  | 조훈현 九단 | 조혜연 九단       | 흑 불계승   |
| 20   | 2011년 9월 6일  | 권효진 五단 | 조훈현 九단       | 흑 불계승   |
| 21   | 2011년 9월 20일 | 유창혁 九단 | 권효진 五단       | 백 불계승   |
| 22   | 2011년 9월 21일 | 유창혁 九단 | 루이나이웨이 九단 | 흑 불계승   |
| 23   | 2011년 9월 22일 | 유창혁 九단 | 박지은 九단       | 흑 불계승   |

### 제6회
| 대국 | 날짜            | 승자        | 패자        | 결과       |
| ---- | --------------- | ----------- | ----------- | ---------- |
| 1    | 2012년 7월 2일  | 권갑용 八단 | 이영신 五단 | 흑 불계승  |
| 2    | 2012년 7월 3일  | 이민진 七단 | 권갑용 八단 | 백 불계승  |
| 3    | 2012년 7월 9일  | 이민진 七단 | 강훈 九단   | 흑 불계승  |
| 4    | 2012년 7월 10일 | 이민진 七단 | 김종수 七단 | 백 7집반승 |
| 5    | 2012년 7월 17일 | 이민진 七단 | 한철균 八단 | 흑 8집반승 |
| 6    | 2012년 7월 18일 | 이민진 七단 | 차민수 五단 | 흑 불계승  |
| 7    | 2012년 7월 23일 | 서능욱 九단 | 이민진 七단 | 백 불계승  |
| 8    | 2012년 7월 24일 | 서능욱 九단 | 박지연 三단 | 흑 불계승  |
| 9    | 2012년 7월 30일 | 서능욱 九단 | 하호정 三단 | 흑 불계승  |
| 10   | 2012년 7월 31일 | 문도원 二단 | 서능욱 九단 | 백 불계승  |
| 11   | 2012년 8월 6일  | 황원준 九단 | 문도원 二단 | 백 불계승  |
| 12   | 2012년 8월 7일  | 황원준 九단 | 이슬아 三단 | 흑 3집반승 |
| 13   | 2012년 8월 13일 | 황원준 九단 | 박소현 三단 | 흑 반집승  |
| 14   | 2012년 8월 14일 | 김윤영 三단 | 황원준 九단 | 백 5집반승 |
| 15   | 2012년 8월 20일 | 김윤영 三단 | 조대현 九단 | 흑 불계승  |
| 16   | 2012년 8월 21일 | 김윤영 三단 | 백성호 九단 | 백 불계승  |
| 17   | 2012년 8월 27일 | 김윤영 三단 | 서봉수 九단 | 백 2집반승 |
| 18   | 2012년 8월 28일 | 유창혁 九단 | 김윤영 三단 | 흑 불계승  |
| 19   | 2012년 9월 10일 | 유창혁 九단 | 김혜민 六단 | 흑 불계승  |
| 20   | 2012년 9월 11일 | 조혜연 九단 | 유창혁 九단 | 백 불계승  |
| 21   | 2012년 9월 17일 | 조훈현 九단 | 조혜연 九단 | 백 6집반승 |
| 22   | 2012년 9월 18일 | 최정 二단   | 조훈현 九단 | 백 불계승  |

결과: 여류팀 우승 (박지은 九단은 출장하지 않음)

### 제7회
| 대국 | 날짜            | 승자        | 패자        | 결과        |
| ---- | --------------- | ----------- | ----------- | ----------- |
| 1    | 2013년 7월 8일  | 현미진 五단 | 이관철 四단 | 백 8집반승  |
| 2    | 2013년 7월 9일  | 정대상 九단 | 현미진 五단 | 백 불계승   |
| 3    | 2013년 7월 15일 | 조혜연 九단 | 정대상 九단 | 백 불계승   |
| 4    | 2013년 7월 16일 | 조혜연 九단 | 김동엽 九단 | 백 9집반승  |
| 5    | 2013년 7월 22일 | 조혜연 九단 | 서능욱 九단 | 백 6집반승  |
| 6    | 2013년 7월 23일 | 조혜연 九단 | 최규병 九단 | 백 불계승   |
| 7    | 2013년 7월 29일 | 조혜연 九단 | 김종수 七단 | 백 2집반승  |
| 8    | 2013년 7월 30일 | 서봉수 九단 | 조혜연 九단 | 흑 6집반승  |
| 9    | 2013년 8월 5일  | 서봉수 九단 | 김신영 初단 | 백 3집반승  |
| 10   | 2013년 8월 6일  | 서봉수 九단 | 김나현 初단 | 백 불계승   |
| 11   | 2013년 8월 12일 | 서봉수 九단 | 김혜민 七단 | 백 불계승   |
| 12   | 2013년 8월 13일 | 서봉수 九단 | 윤지희 三단 | 흑 불계승   |
| 13   | 2013년 8월 19일 | 최정 三단   | 서봉수 九단 | 흑 불계승   |
| 14   | 2013년 8월 20일 | 최정 三단   | 양상국 九단 | 백 10집반승 |
| 15   | 2013년 8월 26일 | 최정 三단   | 박영찬 四단 | 흑 불계승   |
| 16   | 2013년 8월 27일 | 최정 三단   | 김일환 九단 | 백 불계승   |
| 17   | 2013년 9월 2일  | 조훈현 九단 | 최정 三단   | 흑 반집승   |
| 18   | 2013년 9월 3일  | 조훈현 九단 | 김수진 三단 | 백 불계승   |
| 19   | 2013년 9월 9일  | 조훈현 九단 | 권효진 五단 | 백 불계승   |
| 20   | 2013년 9월 10일 | 조훈현 九단 | 박소현 三단 | 백 불계승   |
| 21   | 2013년 9월 16일 | 조훈현 九단 | 김혜림 二단 | 흑 20집반승 |
| 22   | 2013년 9월 17일 | 조훈현 九단 | 박지은 九단 | 백 불계승   |

결과: 시니어팀 우승 (유창혁 九단은 출장하지 않음)

### 제8회
| 대국 | 날짜            | 승자        | 패자        | 결과        |
| ---- | --------------- | ----------- | ----------- | ----------- |
| 1    | 2014년 7월 7일  | 김수장 九단 | 강다정 初단 | 흑 불계승   |
| 2    | 2014년 7월 8일  | 김혜림 二단 | 김수장 九단 | 흑 12.5집승 |
| 3    | 2014년 7월 14일 | 김혜림 二단 | 김일환 九단 | 백 2.5집승  |
| 4    | 2014년 7월 15일 | 김혜림 二단 | 장명한 六단 | 흑 13.5집승 |
| 5    | 2014년 7월 21일 | 안관욱 八단 | 김혜림 二단 | 흑 불계승   |
| 6    | 2014년 7월 22일 | 박태희 初단 | 안관욱 八단 | 백 불계승   |
| 7    | 2014년 7월 28일 | 박태희 初단 | 김종수 八단 | 백 불계승   |
| 8    | 2014년 7월 29일 | 박태희 初단 | 김기헌 六단 | 흑 6.5집승  |
| 9    | 2014년 8월 4일  | 박태희 初단 | 최규병 九단 | 백 4.5집승  |
| 10   | 2014년 8월 5일  | 백성호 九단 | 박태희 初단 | 흑 불계승   |
| 11   | 2014년 8월 11일 | 백성호 九단 | 박지연 三단 | 흑 불계승   |
| 12   | 2014년 8월 12일 | 김나현 初단 | 백성호 九단 | 흑 불계승   |
| 13   | 2014년 8월 18일 | 김나현 初단 | 박상돈 八단 | 백 불계승   |
| 14   | 2014년 8월 19일 | 서봉수 九단 | 김나현 初단 | 백 불계승   |
| 15   | 2014년 8월 25일 | 오정아 二단 | 서봉수 九단 | 흑 불계승   |
| 16   | 2014년 8월 26일 | 오정아 二단 | 조훈현 九단 | 백 0.5집승  |
| 17   | 2014년 9월 1일  | 유창혁 九단 | 오정아 二단 | 백 불계승   |
| 18   | 2014년 9월 2일  | 김혜민 七단 | 유창혁 九단 | 흑 불계승   |

결과: 여류팀 우승 (박지은 九단, 최정 四단, 김윤영 四단, 김채영 二단, 오유진 初단은 출장하지 않음)

### 제9회
| 대국 | 날짜            | 승자        | 패자        | 결과        |
| ---- | --------------- | ----------- | ----------- | ----------- |
| 1    | 2015년 7월 27일 | 이홍열 九단 | 김신영 初단 | 흑 1.5집승  |
| 2    | 2015년 7월 28일 | 이슬아 四단 | 이홍열 九단 | 흑 2.5집승  |
| 3    | 2015년 8월 3일  | 이슬아 四단 | 강훈 九단   | 흑 불계승   |
| 4    | 2015년 8월 4일  | 이슬아 四단 | 김종수 八단 | 흑 6.5집승  |
| 5    | 2015년 8월 10일 | 이슬아 四단 | 서능욱 九단 | 흑 17.5집승 |
| 6    | 2015년 8월 11일 | 이슬아 四단 | 최규병 九단 | 백 불계승   |
| 7    | 2015년 8월 17일 | 서봉수 九단 | 이슬아 四단 | 백 7.5집승  |
| 8    | 2015년 8월 18일 | 송혜령 初단 | 서봉수 九단 | 흑 불계승   |
| 9    | 2015년 8월 24일 | 송혜령 初단 | 문명근 九단 | 흑 9.5집승  |
| 10   | 2015년 8월 25일 | 나종훈 七단 | 송혜령 初단 | 흑 불계승   |
| 11   | 2015년 8월 31일 | 오정아 二단 | 나종훈 七단 | 백 불계승   |
| 12   | 2015년 9월 1일  | 오정아 二단 | 백성호 九단 | 흑 불계승   |
| 13   | 2015년 9월 7일  | 김영환 九단 | 오정아 二단 | 흑 불계승   |
| 14   | 2015년 9월 8일  | 오유진 二단 | 김영환 九단 | 흑 2.5집승  |
| 15   | 2015년 9월 14일 | 오유진 二단 | 조훈현 九단 | 흑 4.5집승  |
| 16   | 2015년 9월 15일 | 유창혁 九단 | 오유진 二단 | 백 불계승   |
| 17   | 2015년 9월 21일 | 유창혁 九단 | 김채영 二단 | 백 불계승   |
| 18   | 2015년 9월 22일 | 박지연 四단 | 유창혁 九단 | 백 6.5집승  |

결과: 여류팀 우승 (최정 六단, 박지은 九단, 김혜민 七단, 문도원 三단, 박태희 初단은 출장하지 않음)

### 10회
10회 대회부터 대회명을 신사 vs 숙녀 연승대항전으로 대회명을 교체했다. 이번 대회부터는 신사팀의 나이를 만 45세 이상에서 만 40세 이상으로 출전 제한을 완화함에 따라 이창호 선수가 랭킹 시드로 신사팀에 합류 할 예정이다.
| 대국 | 날짜            | 승자        | 패자        | 결과        |
| ---- | --------------- | ----------- | ----------- | ----------- |
| 1    | 2016년 7월 11일 | 서봉수 九단 | 조연우 初단 | 흑 불계승   |
| 2    | 2016년 7월 12일 | 서봉수 九단 | 박태희 初단 | 백 불계승   |
| 3    | 2016년 7월 18일 | 서봉수 九단 | 김은선 四단 | 흑 불계승   |
| 4    | 2016년 7월 19일 | 서봉수 九단 | 오정아 二단 | 백 불계승   |
| 5    | 2016년 7월 25일 | 서봉수 九단 | 송혜령 初단 | 백 불계승   |
| 6    | 2016년 7월 26일 | 서봉수 九단 | 김혜민 七단 | 백 2.5집승  |
| 7    | 2016년 8월 1일  | 서봉수 九단 | 박지은 九단 | 백 10.5집승 |
| 8    | 2016년 8월 2일  | 서봉수 九단 | 김나현 二단 | 백 불계승   |
| 9    | 2016년 8월 8일  | 서봉수 九단 | 김윤영 四단 | 흑 불계승   |
| 10   | 2016년 8월 9일  | 오유진 三단 | 서봉수 九단 | 흑 불계승   |
| 11   | 2016년 8월 15일 | 오유진 三단 | 김수장 九단 | 백 3.5집승  |
| 12   | 2016년 8월 16일 | 서능욱 九단 | 오유진 三단 | 흑 불계승   |
| 13   | 2016년 8월 22일 | 서능욱 九단 | 윤영민 三단 | 흑 불계승   |
| 14   | 2016년 8월 23일 | 최정 六단   | 서능욱 九단 | 흑 11.5집승 |
| 15   | 2016년 8월 29일 | 최정 六단   | 이홍열 九단 | 백 불계승   |
| 16   | 2016년 8월 30일 | 최정 六단   | 나종훈 七단 | 백 불계승   |
| 17   | 2016년 9월 5일  | 최정 六단   | 김찬우 六단 | 백 불계승   |
| 18   | 2016년 9월 6일  | 이상훈 九단 | 최정 六단   | 흑 5.5집승  |

결과: 신사팀 우승 (이창호 九단, 유창혁 九단, 양재호 九단, 최규병 九단, 김영환 九단은 출장하지 않음)
서봉수 九단은 이 대회에서 대회 최다 연승 기록인 9연승을 달성했다.

### 11회
| 대국 | 날짜            | 승자        | 패자        | 결과        |
| ---- | --------------- | ----------- | ----------- | ----------- |
| 1    | 2017년 7월 10일 | 권주리 初단 | 김종수 八단 | 백 6.5집승  |
| 2    | 2017년 7월 11일 | 노영하 9단  | 권주리 初단 | 흑 4.5집승  |
| 3    | 2017년 7월 17일 | 김은선 五단 | 노영하 九단 | 흑 불계승   |
| 4    | 2017년 7월 18일 | 김은선 五단 | 이기섭 八단 | 백 15.5집승 |
| 5    | 2017년 7월 24일 | 김은선 五단 | 백성호 九단 | 흑 불계승   |
| 6    | 2017년 7월 25일 | 김은선 五단 | 안관욱 九단 | 흑 4.5집승  |
| 7    | 2017년 7월 31일 | 서무상 八단 | 김은선 五단 | 흑 10.5집승 |
| 8    | 2017년 8월 1일  | 김다영 二단 | 서무상 八단 | 흑 불계승   |
| 9    | 2017년 8월 7일  | 김다영 二단 | 이성재 九단 | 백 8.5집승  |
| 10   | 2017년 8월 8일  | 김다영 二단 | 최규병 九단 | 흑 불계승   |
| 11   | 2017년 8월 14일 | 서능욱 九단 | 김다영 二단 | 백 2.5집승  |
| 12   | 2017년 8월 15일 | 박태희 二단 | 서능욱 九단 | 백 1.5집승  |
| 13   | 2017년 8월 21일 | 양재호 九단 | 박태희 二단 | 흑 7.5집승  |
| 14   | 2017년 8월 22일 | 문도원 三단 | 양재호 九단 | 백 불계승   |
| 15   | 2017년 8월 28일 | 서봉수 九단 | 문도원 三단 | 백 2.5집승  |
| 16   | 2017년 8월 29일 | 조혜연 九단 | 서봉수 九단 | 흑 불계승   |
| 17   | 2017년 9월 4일  | 조혜연 九단 | 이창호 九단 | 백 0.5집승  |

결과: 숙녀팀 우승 (최정 七단, 오유진 五단, 박지은 九단, 김헤민 七단, 김채영 三단, 김신영 三단은 출장하지 않음)

### 12회
나이 제한을 두는 신사팀은 전기 대비 40대 선수를 3명에서 5명으로 늘렸고, 50대 이상 선수는 8명에서 6명으로 줄였다. 또한 신설한 '변형 연승전' 방식에 따라 3연승을 거둔 기사는 계속해서 대국을 이어가지 않고 12번주자의 앞 순번으로 이동하게 된다.
| 대국 | 날짜            | 승자        | 패자        | 결과       |
| ---- | --------------- | ----------- | ----------- | ---------- |
| 1    | 2018년 7월 10일 | 도은교 初단 | 안관욱 九단 | 백 시간승  |
| 2    | 2018년 7월 16일 | 도은교 初단 | 강만우 九단 | 백 불계승  |
| 3    | 2018년 7월 17일 | 도은교 初단 | 김종준 七단 | 흑 불계승  |
| 4    | 2018년 7월 23일 | 김동면 九단 | 허서현 初단 | 흑 불계승  |
| 5    | 2018년 7월 24일 | 김동면 九단 | 장혜령 初단 | 흑 불계승  |
| 6    | 2018년 7월 30일 | 이유진 初단 | 김동면 九단 | 백 4.5집승 |
| 7    | 2018년 7월 31일 | 이유진 初단 | 정대상 九단 | 흑 불계승  |
| 8    | 2018년 8월 6일  | 최규병 九단 | 이유진 二단 | 백 불계승  |
| 9    | 2018년 8월 7일  | 강다정 二단 | 최규병 九단 | 흑 불계승  |
| 10   | 2018년 8월 13일 | 윤현석 九단 | 강다정 二단 | 백 불계승  |
| 11   | 2018년 8월 14일 | 송혜령 二단 | 윤현석 九단 | 흑 1.5집승 |
| 12   | 2018년 8월 20일 | 이성재 九단 | 송혜령 二단 | 흑 불계승  |
| 13   | 2018년 8월 21일 | 이성재 九단 | 김신영 二단 | 흑 불계승  |
| 14   | 2018년 8월 27일 | 이성재 九단 | 김혜민 八단 | 백 불계승  |
| 15   | 2018년 8월 28일 | 오유진 六단 | 백대현 九단 | 백 5.5집승 |
| 16   | 2018년 9월 3일  | 오유진 六단 | 최명훈 九단 | 흑 2.5집승 |
| 17   | 2018년 9월 4일  | 오유진 六단 | 이창호 九단 | 백 불계승  |
| 18   | 2018년 9월 10일 | 조혜연 九단 | 이성재 九단 | 백 불계승  |
| 19   | 2018년 9월 11일 | 서봉수 九단 | 조혜연 九단 | 백 불계승  |
| 20   | 2018년 9월 17일 | 김채영 四단 | 서봉수 九단 | 백 불계승  |

결과: 숙녀팀 우승 (최정 九단은 출장하지 않음)

### 13회
지난해 도입한 변형 연승전을 폐지하고, 패할때까지 계속 대국하는 기존의 단체 연승전을 부활시켰다. 또한 15분(초읽기 40초5회)이었던 제한시간을 30분(초읽기40초 5회)으로 늘렸다.
| 대국 | 날짜             | 승자        | 패자        | 결과        |
| ---- | ---------------- | ----------- | ----------- | ----------- |
| 1    | 2019년 12월 10일 | 김기헌 七단 | 김민정 初단 | 흑 불계승   |
| 2    | 2019년 12월 16일 | 김기헌 七단 | 김미리 四단 | 백 불계승   |
| 3    | 2019년 12월 17일 | 강다정 二단 | 김기헌 七단 | 흑 1.5집승  |
| 4    | 2019년 12월 23일 | 강다정 二단 | 김동엽 九단 | 백 11.5집승 |
| 5    | 2019년 12월 24일 | 강훈 九단   | 강다정 二단 | 흑 불계승   |
| 6    | 2019년 12월 30일 | 송혜령 二단 | 강훈 九단   | 흑 5.5집승  |
| 7    | 2019년 12월 31일 | 송혜령 二단 | 백성호 九단 | 백 불계승   |
| 8    | 2020년 1월 6일   | 백대현 九단 | 송혜령 二단 | 흑 불계승   |
| 9    | 2020년 1월 7일   | 백대현 九단 | 허서현 初단 | 백 불계승   |
| 10   | 2020년 1월 13일  | 이영주 三단 | 백대현 九단 | 흑 0.5집승  |
| 11   | 2020년 1월 14일  | 이영주 三단 | 서봉수 九단 | 흑 1.5집승  |
| 12   | 2020년 1월 20일  | 한종진 九단 | 이영주 三단 | 흑 불계승   |
| 13   | 2020년 1월 21일  | 한종진 九단 | 오정아 四단 | 백 불계승   |
| 14   | 2020년 1월 27일  | 한종진 九단 | 김혜민 九단 | 흑 16.5집승 |
| 15   | 2020년 1월 28일  | 한종진 九단 | 박지은 九단 | 백 5.5집승  |
| 16   | 2020년 2월 3일   | 한종진 九단 | 김채영 六단 | 흑 불계승   |
| 17   | 2020년 2월 4일   | 오유진 七단 | 한종진 九단 | 백 3.5집승  |
| 18   | 2020년 2월 11일  | 김명완 八단 | 오유진 七단 | 백 불계승   |
| 19   | 2020년 2월 17일  | 최정 九단   | 김명완 八단 | 백 불계승   |
| 20   | 2020년 2월 18일  | 최명훈 九단 | 최정 九단   | 백 불계승   |

결과 : 신사팀 우승(이창호 九단, 유창혁 九단, 안조영 九단은 출장하지 않음)

### 14회
| 대국 | 날짜            | 승자        | 패자        | 결과        |
| ---- | --------------- | ----------- | ----------- | ----------- |
| 1    | 2020년 8월 3일  | 김수진 五단 | 김영삼 九단 | 백 11.5집승 |
| 2    | 2020년 8월 4일  | 김수장 九단 | 김수진 五단 | 흑 불계승   |
| 3    | 2020년 8월 10일 | 박지연 五단 | 김수장 九단 | 백 불계승   |
| 4    | 2020년 8월 11일 | 박지연 五단 | 백대현 九단 | 백 3.5집승  |
| 5    | 2020년 8월 17일 | 박지연 五단 | 이상훈 九단 | 백 불계승   |
| 6    | 2020년 8월 18일 | 박지연 五단 | 안관욱 九단 | 백 2.5집승  |
| 7    | 2020년 8월 24일 | 한종진 九단 | 박지연 五단 | 흑 불계승   |
| 8    | 2020년 8월 25일 | 이영주 三단 | 한종진 九단 | 흑 2.5집승  |
| 9    | 2020년 8월 31일 | 김동엽 九단 | 이영주 三단 | 흑 불계승   |
| 10   | 2020년 9월 1일  | 김미리 四단 | 김동엽 九단 | 백 12.5집승 |
| 11   | 2020년 9월 7일  | 김미리 四단 | 김종수 九단 | 백 불계승   |
| 12   | 2020년 9월 8일  | 안조영 九단 | 김미리 四단 | 백 7.5집승  |
| 13   | 2020년 9월 14일 | 안조영 九단 | 오정아 四단 | 흑 불계승   |
| 14   | 2020년 9월 15일 | 안조영 九단 | 조승아 三단 | 흑 불계승   |
| 15   | 2020년 9월 21일 | 안조영 九단 | 김혜민 九단 | 흑 불계승   |
| 16   | 2020년 9월 22일 | 안조영 九단 | 박지은 九단 | 흑 불계승   |
| 17   | 2020년 9월 28일 | 이민진 八단 | 안조영 九단 | 백 불계승   |
| 18   | 2020년 9월 29일 | 이민진 八단 | 이성재 九단 | 흑 불계승   |
| 19   | 2020년 10월 5일 | 이민진 八단 | 유창혁 九단 | 백 불계승   |
| 20   | 2020년 10월 6일 | 이민진 八단 | 이창호 九단 | 백 0.5집승  |

결과: 숙녀팀 우승 (최정 九단, 오유진 七단, 김채영 六단은 출장하지 않음)

### 15회
| 대국 | 날짜            | 승자        | 패자        | 결과       |
| ---- | --------------- | ----------- | ----------- | ---------- |
| 1    | 2021년 7월 26일 | 김윤영 四단 | 김수장 九단 | 백 불계승  |
| 2    | 2021년 7월 27일 | 김윤영 四단 | 유창혁 九단 | 백 불계승  |
| 3    | 2021년 8월 2일  | 김윤영 四단 | 이성재 九단 | 백 9.5집승 |
| 4    | 2021년 8월 3일  | 서무상 九단 | 김윤영 四단 | 흑 2.5집승 |
| 5    | 2021년 8월 9일  | 서무상 九단 | 유주현 初단 | 백 불계승  |
| 6    | 2021년 8월 10일 | 서무상 九단 | 강다정 三단 | 백 불계승  |
| 7    | 2021년 8월 16일 | 조혜연 九단 | 서무상 九단 | 흑 2.5집승 |
| 8    | 2021년 8월 17일 | 조혜연 九단 | 김동면 九단 | 흑 불계승  |
| 9    | 2021년 8월 23일 | 한종진 九단 | 조혜연 九단 | 백 불계승  |
| 10   | 2021년 8월 24일 | 한종진 九단 | 이영주 三단 | 백 불계승  |
| 11   | 2021년 8월 30일 | 한종진 九단 | 박지은 九단 | 백 불계승  |
| 12   | 2021년 8월 31일 | 한종진 九단 | 허서현 二단 | 백 불계승  |
| 13   | 2021년 9월 6일  | 오유진 七단 | 한종진 九단 | 흑 불계승  |
| 14   | 2021년 9월 7일  | 오유진 七단 | 김승준 九단 | 흑 불계승  |
| 15   | 2021년 9월 13일 | 오유진 七단 | 최규병 九단 | 백 불계승  |
| 16   | 2021년 9월 14일 | 오유진 七단 | 차민수 六단 | 흑 불계승  |
| 17   | 2021년 9월 20일 | 안조영 九단 | 오유진 七단 | 백 불계승  |
| 18   | 2021년 9월 21일 | 조승아 四단 | 안조영 九단 | 흑 불계승  |
| 19   | 2021년 9월 27일 | 조승아 四단 | 최명훈 九단 | 흑 불계승  |
| 20   | 2021년 9월 28일 | 이창호 九단 | 조승아 四단 | 백 불계승  |
| 21   | 2021년 10월 4일 | 이창호 九단 | 김채영 六단 | 흑 불계승  |
| 22   | 2021년 10월 5일 | 최정 九단   | 이창호 九단 | 백 불계승  |

결과: 숙녀팀 우승 (오정아 五단은 출장하지 않음)

### 16회
전력 강화 차원에서 그동안 연령에 따라 AㆍB 그룹(40대와 50대 이상)으로 구분해서 4명씩 뽑았던 신사팀 선발전 예선을 이번 16회 대회부터 통합선발로 변경했다.
| 대국 | 날짜            | 승자        | 패자        | 결과       |
| ---- | --------------- | ----------- | ----------- | ---------- |
| 1    | 2022년 6월 13일 | 박병규 九단 | 김은선 五단 | 백 불계승  |
| 2    | 2022년 6월 14일 | 박병규 九단 | 이슬주 初단 | 백 불계승  |
| 3    | 2022년 6월 20일 | 박병규 九단 | 김효영 初단 | 흑 불계승  |
| 4    | 2022년 6월 21일 | 송혜령 三단 | 박병규 九단 | 백 불계승  |
| 5    | 2022년 6월 27일 | 송혜령 三단 | 강지성 九단 | 백 불계승  |
| 6    | 2022년 6월 28일 | 서중휘 七단 | 송혜령 三단 | 흑 불계승  |
| 7    | 2022년 7월 4일  | 서중휘 七단 | 조혜연 九단 | 백 1.5집승 |
| 8    | 2022년 7월 5일  | 서중휘 七단 | 김다영 四단 | 흑 불계승  |
| 9    | 2022년 7월 11일 | 서중휘 七단 | 김윤영 五단 | 백 불계승  |
| 10   | 2022년 7월 12일 | 조승아 五단 | 서중휘 七단 | 백 불계승  |
| 11   | 2022년 7월 18일 | 조승아 五단 | 이현욱 九단 | 백 불계승  |
| 12   | 2022년 7월 19일 | 조승아 五단 | 양건 九단   | 백 불계승  |
| 13   | 2022년 7월 25일 | 유창혁 九단 | 조승아 五단 | 백 불계승  |
| 14   | 2022년 7월 26일 | 김은지 三단 | 유창혁 九단 | 백 7.5집승 |
| 15   | 2022년 8월 2일  | 서무상 九단 | 김은지 三단 | 백 3.5집승 |
| 16   | 2022년 8월 8일  | 김채영 七단 | 서무상 九단 | 백 불계승  |
| 17   | 2022년 8월 9일  | 김채영 七단 | 한종진 九단 | 백 불계승  |
| 18   | 2022년 8월 15일 | 김채영 七단 | 안조영 九단 | 백 불계승  |
| 19   | 2022년 8월 16일 | 김채영 七단 | 최명훈 九단 | 흑 6.5집승 |
| 20   | 2022년 8월 22일 | 김채영 七단 | 이창호 九단 | 흑 불계승  |
| 21   | 2022년 8월 23일 | 조한승 九단 | 김채영 七단 | 백 불계승  |
| 22   | 2022년 9월 5일  | 조한승 九단 | 오유진 九단 | 흑 0.5집승 |
| 23   | 2022년 9월 6일  | 조한승 九단 | 최정 九단   | 흑 0.5집승 |

결과 : 신사팀 우승

### 17회
| 대국 | 날짜            | 승자        | 패자        | 결과        |
| ---- | --------------- | ----------- | ----------- | ----------- |
| 1    | 2023년 6월 19일 | 이정우 九단 | 김선빈 二단 | 흑 불계승   |
| 2    | 2023년 6월 20일 | 이정우 九단 | 강다정 三단 | 흑 불계승   |
| 3    | 2023년 6월 26일 | 이정우 九단 | 조혜연 九단 | 흑 불계승   |
| 4    | 2023년 6월 27일 | 이정우 九단 | 오유진 九단 | 흑 불계승   |
| 5    | 2023년 7월 3일  | 이정우 九단 | 이나경 初단 | 흑 불계승   |
| 6    | 2023년 7월 4일  | 이정우 九단 | 김미리 五단 | 백 12.5집승 |
| 7    | 2023년 7월 10일 | 김혜민 九단 | 이정우 九단 | 흑 0.5집승  |
| 8    | 2023년 7월 11일 | 한종진 九단 | 김혜민 九단 | 흑 7.5집승  |
| 9    | 2023년 7월 17일 | 김채영 八단 | 한종진 九단 | 백 불계승   |
| 10   | 2023년 7월 18일 | 김채영 八단 | 유창혁 九단 | 흑 2.5집승  |
| 11   | 2023년 7월 24일 | 김채영 八단 | 오규철 九단 | 백 불계승   |
| 12   | 2023년 7월 25일 | 김채영 八단 | 강지성 九단 | 백 1.5집승  |
| 13   | 2023년 7월 29일 | 김채영 八단 | 박병규 九단 | 흑 불계승   |
| 14   | 2023년 7월 30일 | 안조영 九단 | 김채영 八단 | 흑 불계승   |
| 15   | 2023년 8월 7일  | 안조영 九단 | 김경은 四단 | 백 불계승   |
| 16   | 2023년 8월 8일  | 안조영 九단 | 조승아 六단 | 흑 불계승   |
| 17   | 2023년 8월 28일 | 김은지 六단 | 안조영 九단 | 백 1.5집승  |
| 18   | 2023년 8월 29일 | 김은지 六단 | 김찬우 六단 | 백 4.5집승  |
| 19   | 2023년 9월 4일  | 백대현 九단 | 김은지 六단 | 흑 불계승   |
| 20   | 2023년 9월 5일  | 최정 九단   | 백대현 九단 | 백 불계승   |
| 21   | 2023년 9월 11일 | 최정 九단   | 최명훈 九단 | 흑 7.5집승  |
| 22   | 2023년 9월 12일 | 최정 九단   | 이창호 九단 | 백 불계승   |
| 23   | 2023년 9월 13일 | 조한승 九단 | 최정 九단   | 백 불계승   |

결과 : 신사팀 우승

### 18회
| 대국 | 날짜            | 승자                 | 패자                 | 결과        |
| ---- | --------------- | -------------------- | -------------------- | ----------- |
| 1    | 2024년 6월 10일 | 조혜연 九단          | 이정우 九단          | 백 불계승   |
| 2    | 2024년 6월 11일 | 조혜연 九단          | 최규병 九단          | 흑 반칙승   |
| 3    | 2024년 6월 17일 | 웨량 六단            | 조혜연 九단          | 흑 불계승   |
| 4    | 2024년 6월 18일 | 웨량 六단            | 이나현 初단          | 백 불계승   |
| 5    | 2024년 6월 24일 | 나카무라 스미레 三단 | 웨량 六단            | 흑 2.5집승  |
| 6    | 2024년 6월 25일 | 나카무라 스미레 三단 | 최원용 九단          | 백 불계승   |
| 7    | 2024년 7월 1일  | 양건 九단            | 나카무라 스미레 三단 | 흑 불계승   |
| 8    | 2024년 7월 2일  | 양건 九단            | 김민서 三단          | 흑 10.5집승 |
| 9    | 2024년 7월 8일  | 양건 九단            | 김상인 三단          | 백 불계승   |
| 10   | 2024년 7월 9일  | 김혜민 九단          | 양건 九단            | 백 반칙승   |
| 11   | 2024년 7월 15일 | 김혜민 九단          | 박승철 八단          | 백 6.5집승  |
| 12   | 2024년 7월 16일 | 주형욱 九단          | 김혜민 九단          | 흑 5.5집승  |
| 13   | 2024년 7월 22일 | 주형욱 九단          | 조승아 六단          | 백 불계승   |
| 14   | 2024년 7월 23일 | 주형욱 九단          | 허서현 四단          | 흑 불계승   |
| 15   | 2024년 7월 29일 | 오유진 九단          | 주형욱 九단          | 백 9.5집승  |
| 16   | 2024년 7월 30일 | 유창혁 九단          | 오유진 九단          | 백 불계승   |
| 17   | 2024년 8월 5일  | 김은지 九단          | 유창혁 九단          | 백 불계승   |
| 18   | 2024년 8월 6일  | 김은지 九단          | 이창호 九단          | 흑 불계승   |
| 19   | 2024년 8월 12일 | 최명훈 九단          | 김은지 九단          | 흑 불계승   |
| 20   | 2024년 8월 13일 | 최명훈 九단          | 김채영 八단          | 백 불계승   |
| 21   | 2024년 8월 19일 | 최정 九단            | 최명훈 九단          | 백 불계승   |
| 22   | 2024년 8월 20일 | 최정 九단            | 목진석 九단          | 백 불계승   |
| 23   | 2024년 8월 26일 | 조한승 九단          | 최정 九단            | 백 불계승   |

결과 : 신사팀 우승

### 19회
| 대국 | 날짜            | 승자        | 패자        | 결과       |
| ---- | --------------- | ----------- | ----------- | ---------- |
| 1    | 2025년 6월 3일  | 이창호 九단 | 김상인 三단 | 백 불계승  |
| 2    | 2025년 6월 16일 | 이창호 九단 | 백여정 初단 | 백 불계승  |
| 3    | 2025년 6월 17일 | 이창호 九단 | 이정은 初단 | 백 불계승  |
| 4    | 2025년 6월 23일 | 이창호 九단 | 박태희 三단 | 백 불계승  |
| 5    | 2025년 6월 24일 | 이창호 九단 | 강다정 三단 | 백 불계승  |
| 6    | 2025년 6월 30일 | 이창호 九단 | 정유진 四단 | 흑 불계승  |
| 7    | 2025년 7월 1일  | 이창호 九단 | 김주아 四단 | 백 불계승  |
| 8    | 2025년 7월 7일  | 최정 九단   | 이창호 九단 | 백 불계승  |
| 9    | 2025년 7월 8일  | 최정 九단   | 서봉수 九단 | 흑 불계승  |
| 10   | 2025년 7월 14일 | 최정 九단   | 이상훈 九단 | 흑 불계승  |
| 11   | 2025년 7월 15일 | 최정 九단   | 안조영 九단 | 백 불계승  |
| 12   | 2025년 7월 21일 | 최정 九단   | 한종진 九단 | 백 불계승  |
| 13   | 2025년 7월 22일 | 최정 九단   | 서중휘 七단 | 백 불계승  |
| 14   | 2025년 7월 28일 | 조한승 九단 | 최정 九단   | 백 2.5집승 |
| 15   | 2025년 7월 29일 | 조한승 九단 | 김채영 九단 | 흑 불계승  |
| 16   | 2025년 8월 4일  | 조한승 九단 | 이나경 二단 | 백 불계승  |
| 17   | 2025년 8월 5일  | 오유진 九단 | 조한승 九단 | 흑 불계승  |
| 18   | 2025년 8월 11일 | 오유진 九단 | 이정우 九단 | 백 불계승  |
| 19   | 2025년 8월 12일 | 오유진 九단 | 최원용 九단 | 백 2.5집승 |
| 20   | 2025년 8월 18일 | 유창혁 九단 | 오유진 九단 | 흑 불계승  |
| 21   | 2025년 8월 19일 | 김은지 九단 | 유창혁 九단 | 흑 불계승  |

결과 : 